# الأشرف الرسولي بن المظفر

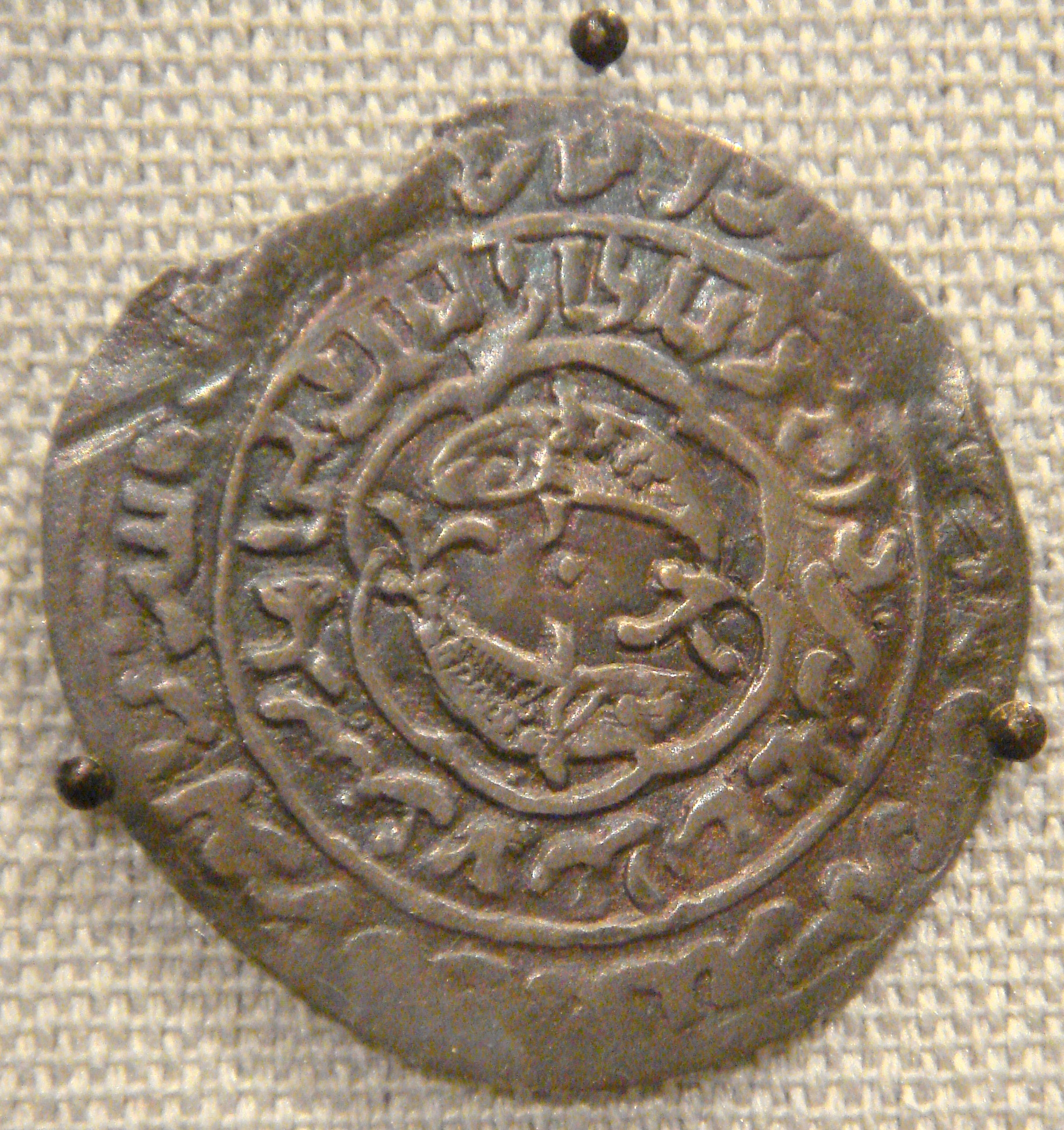
عملة من الرسوليين، عدن، اليمن،في 1335.

 الأشرف عمر بن يوسف  توفي سنة 696 هـ الموافق 1296م هو ثالث ملوك الدولة الرسولية في اليمن حكم من 1295 وحتى 1296. يكنى أبو حفص ويلقب بممهد الدين.

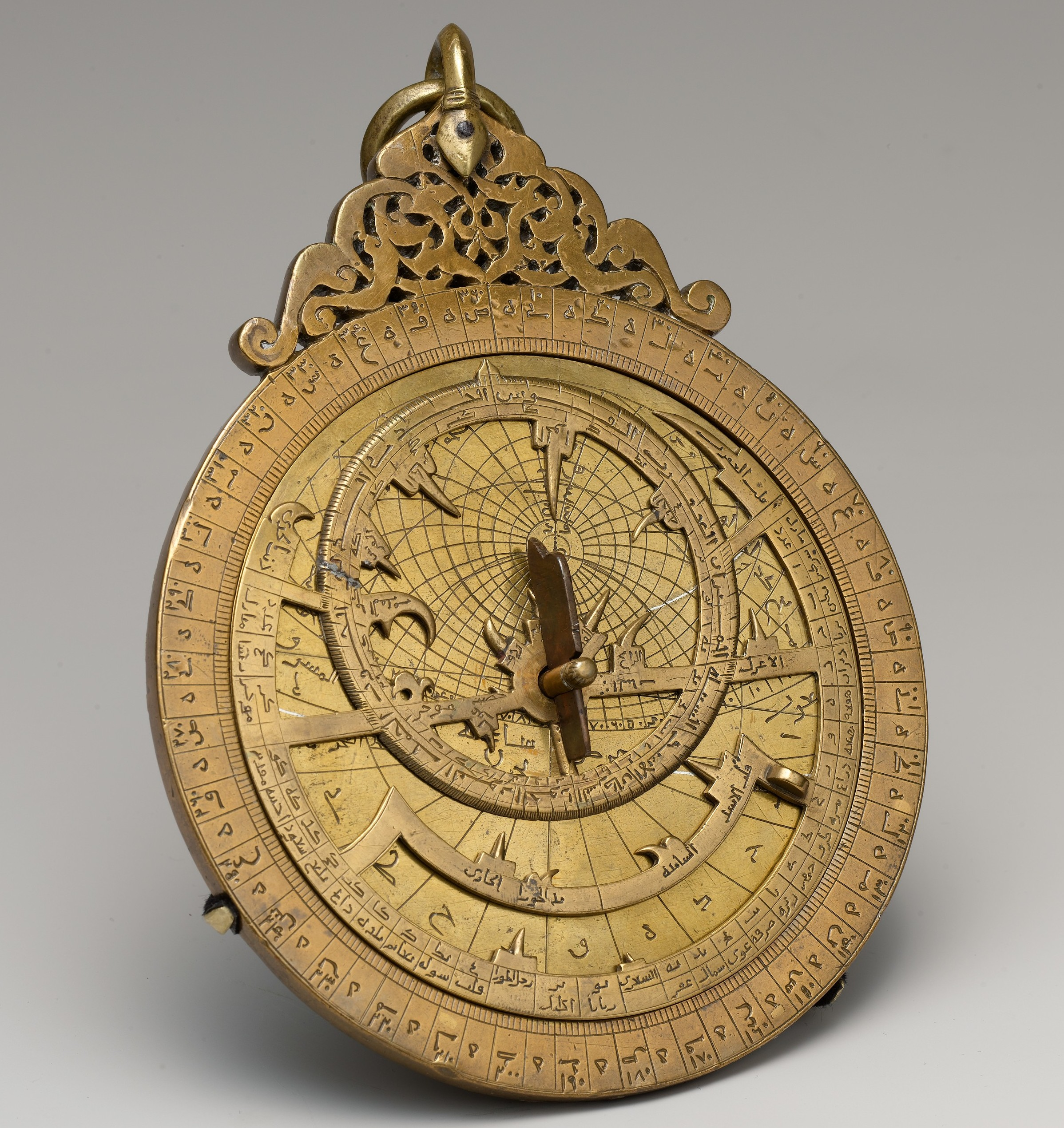
أسطرلاب مصنوع بيد الملك الأشرف عمر بن يوسف عام 1291.

## سيرته
عني الملك الأشرف بالعلم والدرس والتأليف منذ عهد إمارته، وبرع في عدة علوم، وشارك فيما سواها، وترك مصنفات كثيرة في الأنساب والفلك وطب الإنسان والحيوان، منها «طرفة الأصحاب في معرفة الأنساب»، و«التبصرة في علم النجوم»، و«المعتمد في مفردات الطب» الذي ليس لأحد مثله على رأي صاحب العقود اللؤلؤية، وكتاب «المغني» في البيطرة. كما ألف كتاباً في الأسطرلاب بعد أن زاول عمله وأتقنه.
كذلك اشتهر الملك الأشرف بسيره في الأحكام سيرة حسنة، وكان رؤوفاً بالرعية محبوباً لدى الناس على اختلاف حالاتهم، وتباين طبقاتهم، أزال التكليف عمن فقد نخله، وسامح الرعية بالتكاليف بعد وافدة من الجراد أكلت الزرع والثمار، وكان صالحاً فاضلاً حسن السيرة براً بقرابته. أنشأ مدرسة في معزية تَعِزّ، واستوزر حسام الدين حسان بن أسعد العمراني.

## مؤلفاته
- الاسطرلاب.[2]
- طرفة الأصحاب في معرفة الأنساب.
- المعتمد في مفردات الطب .
- التبصرة في علم النجوم.
- المغني في البيطرة.
- تحفة الآداب في التواريخ والأنساب.

وقد طُبِعَ كتاب «المعتمد في مفردات الطب» منسوبا إلى أبيه يوسف بن عمر